# Cystiscus wakefieldi
Cystiscus wakefieldi is een slakkensoort uit de familie van de Cystiscidae. De wetenschappelijke naam van de soort is voor het eerst geldig gepubliceerd in 2001 door T. Cossignani.